# Nawiedzony dom (powieść Joanny Chmielewskiej)
Nawiedzony dom – powieść kryminalna dla dzieci i młodzieży autorstwa Joanny Chmielewskiej wydana w 1979 roku. Książka jest pierwszą częścią przygód rodzeństwa - Janeczki i Pawełka Chabrowiczów.

## Opis fabuły
Książka przedstawia przygody nadzwyczaj inteligentnego rodzeństwa - Janeczki i Pawełka Chabrowiczów. Akcja rozpoczyna się w momencie przeprowadzki rodziny Chabrowiczów do wielkiego domu, który ojciec rodzeństwa, pan Roman, otrzymał w spadku po krewnym z Argentyny. Tuż przed przeprowadzką rodzina znajduje pod drzwiami mieszkania młodego bezpańskiego psa, który okazuje się być inteligentnym i dobrze wytresowanym psem myśliwskim. Zwierzę na czas przeprowadzki trafia do schroniska, jednak Janeczce i Pawełkowi udaje się nakłonić rodziców, aby go przygarnęli. Nadają mu imię Chaber.
Nowy dom rodziny Chabrowiczów okazuje się mieć swoje tajemnice. Uwagę rodzeństwa przykuwa dziwne zachowanie starej, niesympatycznej sąsiadki, którą nazywają Zmorą. Ponadto Chaber wyraźnie informuje swoich nowych państwa, że ktoś obcy kręci się po ogrodzie i wchodzi po dachu na zamknięty od dziesięcioleci strych. Janeczka i Pawełek we współpracy z ukochanym psem próbują rozwikłać te zagadki.

## Bohaterowie

### Główni bohaterowie
- Janeczka Chabrowicz – Jest bardzo spostrzegawcza i inteligentna, potrafi zachować zimną krew w trudnych sytuacjach. Podobnie jak brat jest dobrze wychowana i grzeczna. Ma blond włosy i niebieskie oczy.
- Pawełek Chabrowicz – Podobnie jak siostra jest nadzwyczaj inteligentny, a przy tym zaradny - to on rozwiązuje wszelkie problemy techniczne. Również z wyglądu przypomina swoją siostrę - ma blond włosy i niebieskie oczy.
- Chaber – pies myśliwski, podobny do wyżła. Jego pierwszym właścicielem był starszy pan, który tresował go do polowania. Jednak w wyniku napadu właściciel psa rozchorował się, a Chaber trafił pod opiekę jego zapracowanej córki, która go zgubiła. Następnie psa przygarnęła rodzina Chabrowiczów, która znalazła go na swojej klatce schodowej. Chaber bardzo przywiązał się do nowych właścicieli, a dzięki świetnemu węchowi i inteligencji pomógł Janeczce i Pawełkowi wpaść na ślad przestępców.

Po raz pierwszy Janeczka i Pawełek pojawiają się we wcześniej wydanej powieści Większy kawałek świata, drugiej z cyklu, którego bohaterkami są dwie licealistki. Występują tam tylko w epizodycznej scence, są młodsi niż w chwili rozpoczęcia akcji Nawiedzonego domu.

### Pozostałe postacie
Członkowie rodziny
- Roman Chabrowicz – ojciec Janeczki i Pawełka, inżynier.
- Krystyna Chabrowicz – żona Romana, matka Janeczki i Pawełka; pracuje zawodowo.
- Babcia – matka Romana i Moniki, zajmuje się domem, gotuje, dba o całą rodzinę.
- Dziadek – ojciec Romana i Moniki, ekspert filatelistyczny.
- Monika Nowicka – siostra Romana, matka Rafała. Prawdopodobnie jest rozwiedziona, ale ma nowego narzeczonego.
- Rafał Nowicki – syn Moniki, nastolatek, uczeń liceum ogólnokształcącego.
- Andrzej – narzeczony Moniki.

Milicjanci
- Kapitan milicji – prowadzi śledztwo w sprawie fałszowania cennych znaczków pocztowych. Dzięki informacjom, które wraz z psem zebrali Janeczka i Pawełek, udaje się zebrać dowody i złapać fałszerzy.
- Sierżant Gawroński – podwładny kapitana; Pawełek poznał go przypadkiem i postanowił wykorzystać jego wiedzę oraz znajomości, aby dowiedzieć się więcej o przestępcach, którzy kręcili się w pobliżu domu Chabrowiczów.

Przestępcy
- Szajka fałszerzy znaczków – składała się prawdopodobnie z 5 osób. O szefie wiadomo było, że mieszkał w Łomiankach i jeździł samochodem marki trabant. Oprócz niego, w powieści pojawiło się jeszcze dwóch członków szajki, których wyśledzili Janeczka i Pawełek.
- Listonosz – doręczał tajemnicze paczki dla Zmory.

Inne postacie
- Zmora – antypatyczna, stara sąsiadka, która już wcześniej mieszkała wraz z synem i jego żoną w domu odziedziczonym przez Chabrowiczów. Godzinami przesiadywała przy oknie, wypatrując listonosza, i za żadne skarby nie chciała się wyprowadzić. Jej dziwne zachowanie wzbudziło zainteresowanie rodzeństwa.
- Komórkowiec – syn Zmory, jest żonaty. Przezwisko zostało mu nadane przez Janeczkę i Pawełka ze względu na kształt jego głowy.

Na podstawie http://www.chmielewska.pl/modules.php?op=modload&name=News&file=article&sid=275 oraz tekstu powieści.